# Lebanon (Oregon)
Lebanon è un centro abitato (City) degli Stati Uniti d'America, situato nella contea di Linn dello Stato dell'Oregon. Nel censimento del 2000 la popolazione era di 12.950 abitanti.

## Geografia fisica
Secondo i rilevamenti dello United States Census Bureau, Lebanon si estende su una superficie di 14 km².